# Liste des plus gros succès du box-office au Royaume-Uni
Cet article présente les 10 premiers films du box-office au Royaume-Uni,.
| Rang | Titre                                          | Réalisateur          | Année | Recettes (£)  |
| ---- | ---------------------------------------------- | -------------------- | ----- | ------------- |
| 1    | Star Wars, épisode VII : Le Réveil de la Force | J. J. Abrams         | 2015  | 123 017 325 £ |
| 2    | Skyfall                                        | Sam Mendes           | 2012  | 102 873 568 £ |
| 3    | Mourir Peut Attendre                           | Cary Joji Fukunaga   | 2021  | 98 001 515 £  |
| 4    | Spider-Man: No Way Home                        | Jon Watts            | 2021  | 97 259 911 £  |
| 5    | 007 Spectre                                    | Sam Mendes           | 2015  | 95 200 787 £  |
| 6    | Avatar                                         | James Cameron        | 2009  | 93 442 625 £  |
| 7    | Avengers: Endgame                              | Anthony et Joe Russo | 2019  | 88 719 051 £  |
| 8    | Top Gun: Maverick                              | Joseph Kosinski      | 2022  | 83 575 590 £  |
| 9    | Star Wars, épisode VIII : Les Derniers Jedi    | Rian Johnson         | 2017  | 82 676 770 £  |
| 10   | Avatar : La Voie de l'eau                      | James Cameron        | 2022  | 78 971 225 £  |